# Дифтерия
Дифтерия (греч. διφθέρα — кожистая плёнка), устар. «дифтерит» — инфекционное заболевание, вызываемое бактерией Corynebacterium diphtheriae (бацилла Лёффлера, дифтерийная палочка). Чаще всего поражает ротоглотку, но нередко затрагивает гортань, бронхи, кожу и другие органы. Инфекция передаётся воздушно-капельным путём. Возможен контактно-бытовой путь передачи, особенно в жарких районах, где часты кожные формы дифтерии. Тяжесть болезни обусловлена крайне ядовитым токсином, который выделяет дифтерийная палочка. Встречаются и доброкачественные формы, например, дифтерия носа, которая протекает без выраженной интоксикации.
Если дифтерия поражает ротоглотку, то помимо тяжёлой интоксикации, возможно развитие крупа — закупорки дыхательных путей дифтерийной плёнкой и отёком, особенно у детей.
Для лечения используется противодифтерийная сыворотка (антитоксин), антибиотики малоэффективны.
Предотвратить дифтерию можно с помощью вакцинации. Используются вакцины АКДС, АДС и АДС-м, а также комбинированные аналоги. Вакцина не гарантирует полную защиту от развития дифтерии при встрече с возбудителем, но значительно уменьшает число тяжёлых форм болезни.

## Клиническая картина

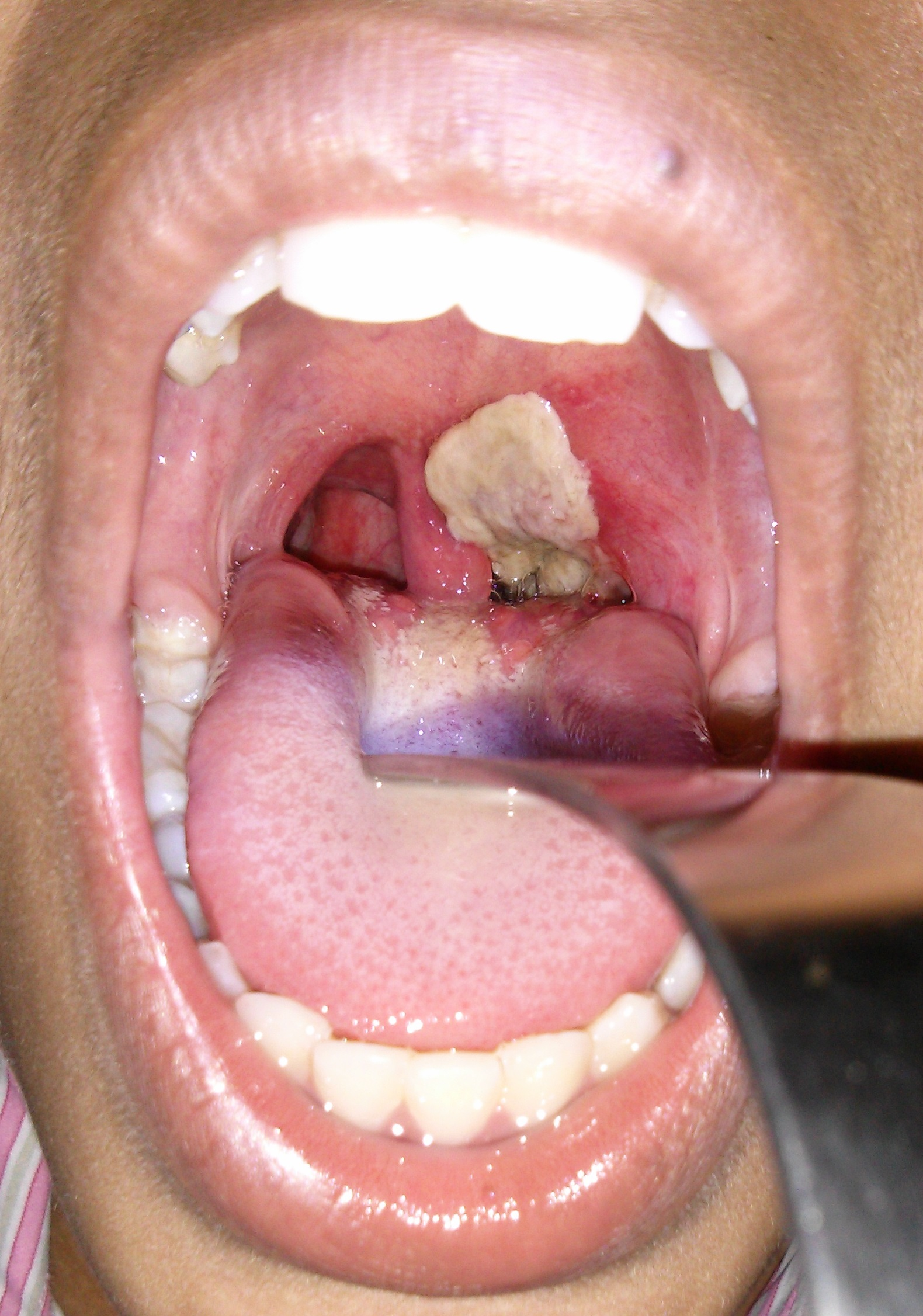
Грязно-белая плёнка на мягком нёбе, классический признак дифтерии.

### Дифтерия других локализаций

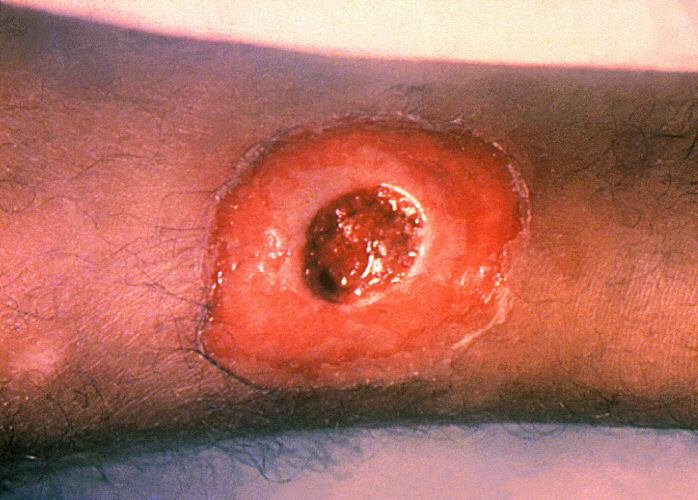
Дифтерия кожных покровов.

## Лечение

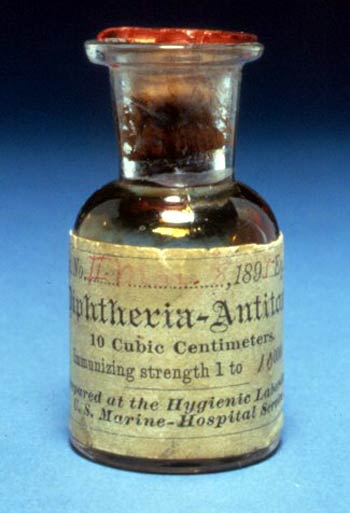
Один из первых пузырьков дифтерийного антитоксина (1895), произведённый Гигиенической Лабораторией Соединённых Штатов.

## Возбудитель
Дифтерийная палочка — грамположительные палочковидные бактерии рода Corynebacterium. Впервые возбудитель был обнаружен на срезах плёнок, полученных из ротоглотки больных в 1883 г. Эдвином Клебсом. Через год Фридрихом Лёффлером была выделена чистая культура. Дифтерийный токсин получили Э. Ру и А. Иерсен. Анатоксин обнаружил Рамон Гастон в 1923 г. и предложил использовать его для активной иммунизации.
Corynebacterium diphtheriae — крупные, прямые, слегка изогнутые полиморфные палочковидные бактерии. На полюсах клеток локализуются метахроматические зёрна волютина, придавая клеткам характерную форму «булавы». Зёрна волютина окрашиваются метиленовым синим по Нейссеру. На микропрепаратах располагаются одиночно или, вследствие особенностей деления клеток, располагаются в форме латинской буквы V или Y. Спор и капсул не образуют.